# Uusküla (Alajõe)
Uusküla – wieś w Estonii, w prowincji Virumaa Wschodnia, w gminie Alajõe.